# 1898 dans les chemins de fer
Chronologie des chemins de fer
1897 dans les chemins de fer - 1898 - 1899 dans les chemins de fer

## Évènements
- 9 février.  France :   ouverture du Tramway d'Elbeuf.

- 20 février.  Suisse :   création des chemins de fer fédéraux suisses. Ils furent institués par une loi, approuvée par une votation populaire, qui étatisait les cinq grandes compagnies : Chemin de fer du Nord-Est (NOB), Compagnie du central Suisse (SCB), Chemin de fer de l'Union suisse VSB), Jura-simplon (JS), Compagnie du Saint-Gothard..
- 10 avril[1]: la France obtient le droit de construire un chemin de fer de Lao Kay (Tonkin) à Yunnanfu (Chine) achevé en 1910.

- 15 mai.  France :   ouverture de la ligne Carhaix - Rostrenen sur le Réseau breton.

- 15 juin.  France :   ouverture de la section Cluses-Saint-Gervais-les-Bains de la ligne de La Roche-sur-Foron à Saint-Gervais-les-Bains-Le Fayet (P.L.M).

- 26 juin.  France :   ouverture des sections Céret-Arles-sur-Tech du chemin de fer d'Elne à Arles-sur-Tech et Belvèze-Limoux du chemin de fer de Pamiers à Limoux (compagnie du Midi).

- 26 juin.  France :   ouverture de la section Ossès-Saint-Étienne-de-Baïgorry du chemin de fer de Bayonne à Saint-Jean-Pied-de-Port et embranchements (compagnie du Midi).
- 30 juillet : création de la Société des Chemins de fer vicinaux du Mayumbe au Congo [2].

- 19 septembre.  Suisse :   ouverture du premier tronçon de la ligne de chemin de fer la Jungfrau.

- 11 décembre.  France :   ouverture de Ossès à Saint-Jean-Pied-de-Port, dernière section de la ligne de Bayonne à Saint-Jean-Pied-de-Port par la Compagnie des chemins de fer du Midi et du Canal latéral à la Garonne[3].

## Décès
- 10 novembre.  Royaume-Uni :   Sir John Fowler à Bournemouth, Dorset.